# Degedingebuch
Als Degedingebuch, auch Degedingebok, Degeding-Buch, Dedingsbuch oder hochdeutsch Teidingbuch, wurden in der Stadt Braunschweig mehrere Schriften bezeichnet. Diese Amts- oder Gerichtsbücher dienten der Aufzeichnung von Rechtssatzungen, Rechtsgewohnheiten und zur Eintragung von Rechtsgeschäften. Es wurden überwiegend privatrechtliche Geschäfte und Vorgänge erfasst. Die Degedingbücher zählen zu den frühesten Braunschweiger Stadtbüchern und reichen bis in der zweiten Hälfte des 13. Jahrhunderts zurück. Das Stadtarchiv Braunschweig besitzt insgesamt 20 Bände der Degedingbücher für den Zeitraum von 1268 bis 1579.

## Etymologie
Das Wort leitet sich von Tac, tag (Tagen, Tagung) ab. Dabei ist ein festgesetzter Termin oder Zeitpunkt gemeint, insbesondere ein Gerichtstag (niederdeutsch dingtag). Im Hochdeutschen meinte das Teiding, Tegedinc oder Tagedinc niederdeutsch degeding den Gerichtstag, eine Frist bis zu einem festgesetzten Termin. Durch das teidingen, niederdeutsch degedingen, wurde ein Gerichtstag bestimmt und es konnten Personen vorgeladen werden, die an diesem Tag vor dem Gericht erscheinen oder eine Schuld begleichen mussten. Der Wortteil -ding geht dabei auf das germanische Thing zurück.

## Degedingebücher der Altstadt
Das Degedingebuch wurde 1268 vom Rat der Altstadt mit dem Zweck “ut errores a diversis casibus emergentes valeant inter homines evitari” angelegt und handschriftlich auf Pergamentbögen der Größe 19,5 × 30 cm verfasst. Diese Bögen wurde in einem mit rotem Leder überzogenen Holzeinband gebunden. Dabei wurden drei ursprünglich unabhängige Faszikel zusammengefasst.
Die Handschrift beginnt mit 10 Blatt, die als Gedenk- und Kopialbuch vorangestellt sind. Es beginnt mit einem Bericht über die Machinationen (unlauteren Manipulationen oder Machenschaften) der Minderbrüder und über einen Huldigungsvorbehalt. Anschließend wurden zwölf Urkunden und ein Vermerk aus den Jahren 1298 bis 1307 verzeichnet. Die einzelnen Blätter enthalten jeweils 57 Zeilen, die zwischen vorgezogenen Linien stehen. Die Eintragungen erfolgten über die Jahre hinweg durch mehrere Schreiber, wobei nur die ersten drei Blätter vollständig beschrieben wurden und die Blätter vier (hier nur sieben Zeilen auf der Vorderseite) bis zehn leer blieben.
Die Blätter 1 bis 58 enthalten das erste Degedingebuch. Diese Blätter haben eine andere Einteilung, sie bieten Platz für lediglich 31 Zeilen, dafür aber in zwei Spalten geteilt, so dass eine größere Schrift ermöglicht wird. Hier finden sich Aufzeichnungen von öffentlichem Interesse in Urkundenform. Die Aufzeichnungen reichen bis in das Jahr 1320. Auf Blatt 59 bis 163 folgt das zweite Degedingebuch, das in der Aufteilung dem ersten folgt. Überschriften wurden mit einer roten Initiale versehen und reichen bis zum Jahr 1345.
Das zweite Degedingebuch der Altstadt umfasst 256 Blätter 17,5 × 28 cm mit 31 Zeilen auf durchlaufenden Linien. Auf den Blättern 60 bis 244 sind teilweise einzelne Blätter in unterschiedlicher Größe angeheftet oder aufgeklebte. Rotbrauner Schweinsledereinband Zeitraum 1345 bis 1387.

## Degedingebücher des Sacks
Das Weichbild Sack besaß ebenfalls ein Rechts-, Gedenk- und Degedingebuch. Es besteht aus zwei Lagen zu je 6 Blatt sowie einem Einzelblatt. Das Pergament hat die Abmessungen 18,5 × 21,5 cm. Die Blätter 1 bis 12 sind jeweils in zwei Spalten geteilt, das 13. Blatt hat durchgehende Zeilen. Früher war es in Pergament eingebunden, erhliet später aber einen Holzeinband. Eine Einleitung oder Titelseite fehlt. Verfasst wurde es vermutlich am Ende des 13. oder am Anfang des 14. Jahrhunderts. Aufgezeichnet ist hier das Stadtrecht, wobei die einzelnen Paragraphen von einander getrennt und mit roten Initialen versehen sind. Das 7. Blatt ist leer. Auf Blatt 8 folgen das Weisthum über die Competenz des Sendgerichts und die Vereinbarung der Kramer. In den einzelnen Lagen sind einige Blätter leer, dafür wurden einige Urkunden zwischen die Blätter gelegt. Blatt 12 enthält unter anderem den Vergleich zwischen Neustadt und Sack wegen ihrer gemeinen Herde und Blatt 13 eine Urkunde aus dem Jahr 1334. Zuden ist eine ältere Urkunde des Johanniterkomturs, des Bruders Dietrich von Peine und fünf eingehängte Urkunden aus den Jahren 1327 bis 1338 enthalten. Weitere Teile beschreiben die Jahre 1338–1401 und 1401–1435.

## Stadtbücher der Neustadt
Das Weichbild Neustadt führte mehrere Bücher: Ein Verfestungs-, Neubürger- und Statutenbuch. Es besteht aus 57 Blättern, von denen einige nummeriert sind. Die Blätter sind 21 × 15 cm groß und sind zeischen zwei Holzdeckeln eingebunden, die mit gelben Schafsleder überzogen sind. Auf der Außenseite ist es mit Linien und Rauten verziert und mit je fünf Buckeln aus runden Eisennägelköpfen von 9 mm Durchmesser versehen. Dieser Einband stemmt vermutlich aus dem Jahr 1473, um neue Blätter hinzuzufügen. Das Buch konnte mit einem Schließriemen verschlossen werden. Die Liste der Verfeseten (Verbannte oder Geächtete) erstreckt sich über die Jahre 1345 bis 1514. Mit dem Jahr 1320 beginnt ein unvollständiges Rubrum für die Aufzeichnungen von Neubürgerrollen. Diese bilden den Zeitraum von 1330 bis 1393 und auf hinzugefügten Blättern von 1394 bis 1404 ab. Die Blätter sind teilweise liniert und jeweils mit einem Rand versehen. Auf zwei Blättern befindet sich das undatierte Statut Van den underkoperen. Des Weiteren eine Aufzeichnung von Eidformeln.
Neben diesem wurde ein Gemeiner Stadt Verfestungs- und Vehmgerichtsbuch angelegt, das aus 63 Pergamentblättern der Größe 33 × 22,5 cm besteht. Darauf jeweils 38 Zeilen in zwei Spalten. Eingebunden in Holz mit gelbem Schweinsleder, außen mit Linien und Rauten verziert und wiederum verschließbar. 91 der 126 Seiten der Handschrift sind leer. Verzeichnet wurden die in den Jahren 1306 bis 1377 Verfesteten sowie die zwischen 1312 und 1362 vor das Vehmgericht geladenen Personen und die Vehmgerichtsordnung.
Es wurde auch ein Rechts-, Gedenk- und Copialbuch der Neustadt geführt. Darin 80 nummerierte und zwei ungezählte Blätter. Das Pergament misst 18,8 × 26,1 cm und ist zwischen Randlinien in je 31 Zeilen eingeteilt. Der Einband besteht aus mit Schweinsleder bezogenen Holzdeckeln und lässt sich über Messingstifte und Riemen verschließen. Die Buchdeckel sind durch doppelte Linien in Rauten gegliedert und mit symmetrischen Ornamenten des 15. Jahrhunderts verziert. Datierte Angaben reichen von 1304 bis 1446.
Das erste Degedingebuch der Neustadt umfasst 43 Blätter Pergament von 14,8 × 21 cm und in einen mit rotem Schafsleder überzogenen Holzeinband eingebunden. Die Deckel sind in Rauten- und Querfelder gegliedert und mit Gruppen von Lilienstempeln verziert. Dieses Buch diente ausschließlich der Bekundung privater Verträge zwischen 1310 und 1343.
Das zweite Degedingebuch der Neusttadt für den Zeitraum 1343 bis 1445 besteht aus 186 Blättern à 27 × 36,5 cm. Jedes Blatt hat 44 Zeilen in zwei Spalten, die jedoch durchgehend beschrieben sind. Daran anschließend folgt ein weiterer Band für die Jahre 1445 bis 1578.

## Degedingebücher des Hagens
Das Buch des Weichbilds Hagen bestand aus 24 nicht nummerierten und 186 im 16. oder 17. Jahrhundert bezifferten Pergamentblättern der Größe von 21,5 × 30 cm mit je 40 zwischen Randlinien durchlaufende Zeilen. Der Holzeinband ist mit Schweinsleder überzogen und vorne mit fünf, hinten mit vier Messingbuckeln versehen. Die Deckel sind mit Rauten und einfachen Ornamentstempeln verziert. Es beginnt mit dem Rubrum, das im Jahr 1396 endet. Es beginnt mit einer Urkunde aus dem Jahr 1268. Zahlen und Datumsangaben sind in rot geschrieben und ab 1345 wurden Tagesangaben hinzugefügt. Der Großteil der Einträge bezieht sich auf private Verträge, nur vereinzelt sind öffentlichen Angelegenheiten vermerkt. Es gibt mehrere Teilbereiche 1268–1392, 1393–1427, 1423–1457.
Für die Jahre 1491 bis 1515 ist ein Conradus Kegel (Konrad Kegel) als offizieller „Schreiber des Hagens“ (Scriver im Hagen) bekannt. Er verfasste unter anderem auch einen Bericht über den Aufruhr von 1374, der möglicherweise eine Teilabschrift der Schicht des Rades aus dem Schichtbuch Hermann Botes darstellt.

## Degedingsbuch der Altenwiek
Auch im Weichbild Altewiek gab es solche Bücher, darunter eines, das mindestens die Jahre 1391–1443/1444 abdeckt. In diesen Büchern wird unter anderem von einem heiligen Kreuz in der Magnikirche berichtet, für das aus mehreren Häusern der Altenwiek Zahlungen eingenommen wurden. Das Kreuz war vermutlich von den Meistergesellen der Altewiecker Tuchmacher reich ausgestattet worden. Aus Urkunden der Jahre 1443 bis 1444 geht hervor, dass dem Hospital der Jungfrau Maria ein Hof in der Altenwiek gehörte, der als „Vorwerk Unsrer lieben Frau“ bezeichnet wurde (später lag an dieser Stelle der Ackerhof).